# Eigentlicher Gundi
Der Eigentliche Gundi (Ctenodactylus gundi), auch Eigentlicher Kammfinger, Gewöhnlicher Gundi oder einfach Gundi genannt, ist ein afrikanisches Nagetier aus der Familie der Kammfinger (Ctenodactylidae) und wird zusammen mit dem Val-Gundi (Ctenodactlus vali) in die Gattung Ctenodactylus gestellt. In der Roten Liste gefährdeter Arten der IUCN ist der Eigentliche Gundi als nicht gefährdet (least concern) aufgeführt.

## Merkmale
Die Proportionen der Eigentlichen Gundis gleichen denen von Meerschweinchen. Der Körper ist kompakt gebaut und walzenförmig. Die kurzen Beine tragen am Ende jeweils vier Zehen, die sich durch ihre weichen Sohlenpolster auszeichnen, welche ähnlich wie bei Klippspringern oder Felsenmeerschweinchen einen festen Halt beim Klettern gewährleisten. Wie alle Kammfinger besitzen auch Eigentliche Gundis kleine, aus starren borstenähnlichen Haaren bestehende Kämme an den Innenzehen. Hiermit putzen die Tiere ihr samtiges beigefarbenes Fell, das im natürlichen Habitat eine gute Tarnung bietet. Der Kopf ist dreieckig zulaufend und die langen Tasthaare dienen der Orientierung in den dunklen Verstecken. Die Ohren sind klein, rund und rundum von Haaren umsäumt. Die dunkle Tönung der Ohrinnenseite wird vermutlich durch Sekretion hervorgerufen. Mit einer Kopfrumpflänge von 15 bis 19 Zentimetern und einem Gewicht von 160 bis 350 Gramm gehören Eigentliche Gundis gemeinsam mit dem gattungsverwandten Vals-Gundi (Ctenodactlus vali) zu den körperlich größten rezenten Kammfingern.

## Verbreitung

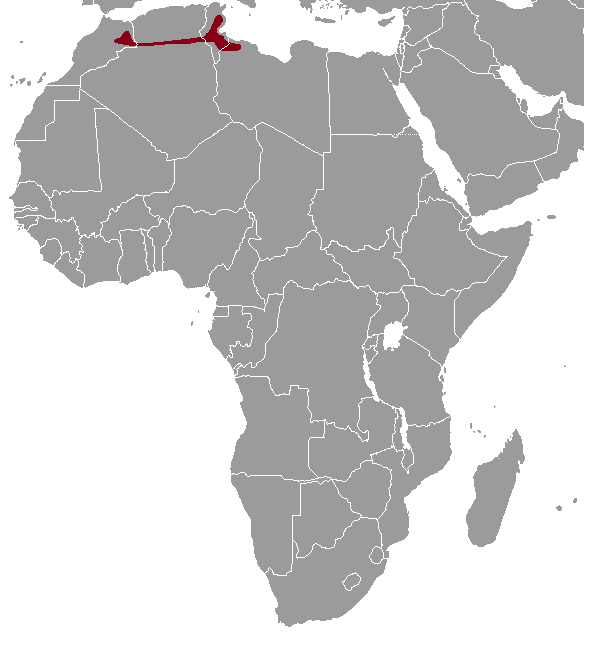
Verbreitungsgebiet

Der Eigentliche Gundi ist im Norden der Sahara, von Nordost-Marokko, Nord-Algerien bis nach Tunesien und Nordwest-Libyen verbreitet. Im westlichen Sahara-Atlas überschneidet das Verbreitungsgebiet das des Val-Gundis. Die Habitate bilden Felsgelände trockener Wüsten und Halbwüsten von 230 bis 2.900 Metern über dem Meeresspiegel.

## Lebensweise
Die Familiengruppen dieser hochsozialen Nager können bis zu 20 Individuen umfassen, wobei nur unter den Männchen eine feste Rangordnung etabliert wird, in der an höchster Stelle das älteste Individuum steht. Ein großes Repertoire von Lauttypen wird in verschiedenen Situationen, wie bei Gefahr und innerartlicher Verständigung ausgestoßen. Die unterschiedlichen Lauttypen sind arttypisch unter den Kammfingern und können zur Identifizierung nützlich sein. Eigene Baue werden nicht gegraben, jedoch dienen Geröllhöhlen als Unterschlupf während der Nacht und werden auch bei Gefahr aufgesucht. Kammfinger sind hauptsächlich tagaktiv und folgen meist einem gegliederten Tagesablauf. Am Morgen kommen sie aus den Schlafhöhlen heraus und beginnen nach Futter zu suchen. Wenn bei steigenden Temperaturen über den Tag 33 °C erreicht wird, wird die Futteraufnahme gänzlich eingestellt. Eine zweite aktive Phase lässt sich am Abend feststellen, wobei abermals auf Futtersuche gegangen wird. Im Vorkommen Tunesien werden Höchsttemperaturen von etwa 37 °C und Tiefsttemperaturen von 2 °C erreicht. Unter 10 °C und über 37 °C ist kaum noch Aktivität zu beobachten. Zu besonders kalten oder warmen Stunden zieht sich die Gruppe in den Unterschlupf zurück. Diese besonders sonnenliebenden Nager können des Öfteren auch sonnend auf einem erhöhten Plateau beobachtet werden. Die rein pflanzliche Nahrung besteht aus Gräsern, Kräutern, Samen, Pflanzenteilen und Blüten. In menschlicher Obhut erreichen Gundis ein Alter von bis zu 8 Jahren.

## Fortpflanzung

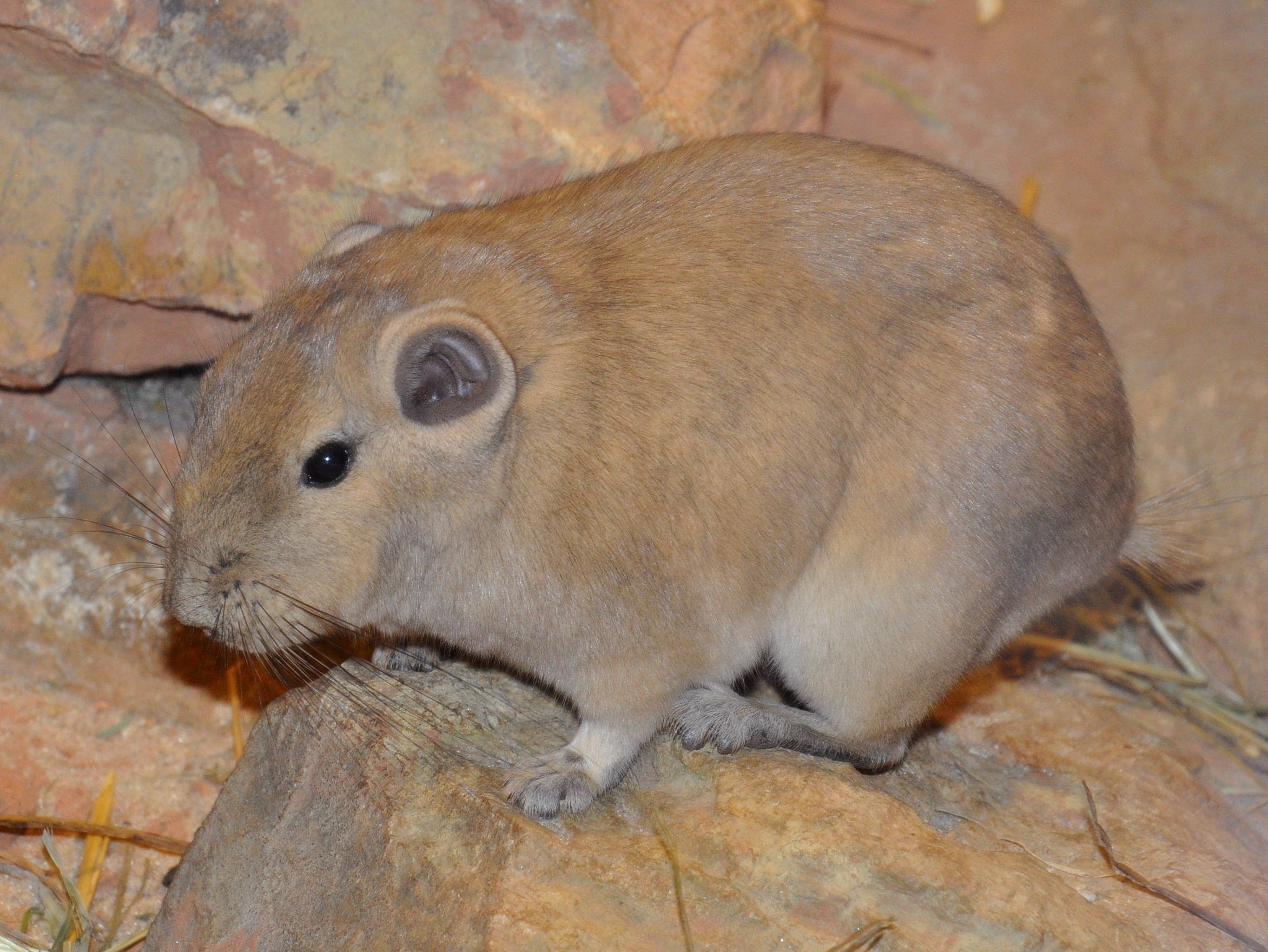
Adulter Eigentlicher Gundi

Die Fortpflanzung findet im Frühjahr statt. Weibchen haben in der Natur vermutlich nur einen Wurf pro Jahr. Der Oestrus eines Weibchens beträgt circa 28 Tage, wobei ein kleines Häutchen die Vagina durchschnittlich 23,6 Tage verschließt und 4,7 Tage öffnet. Der Anöstrus beträgt zwischen 103 und 367 Tage (September bis Januar). Nach einer Tragezeit von 56 Tagen werden ein bis drei, im Durchschnittswert etwa 30 g schwere, bereits bezahnte und behaarte Jungtiere geboren. In den ersten Tagen werden die Jungen noch im Maul der Mutter herumgetragen und gewärmt und nehmen erstmals mit drei Tagen feste Nahrung auf. Bis etwa zur sechsten Woche werden die Jungen gesäugt, bis sie vorrangig feste Kost aufnehmen. Die Geschlechtsreife erreichen Jungtiere mit etwa einem halben Jahr.

## Haltung in Zoos

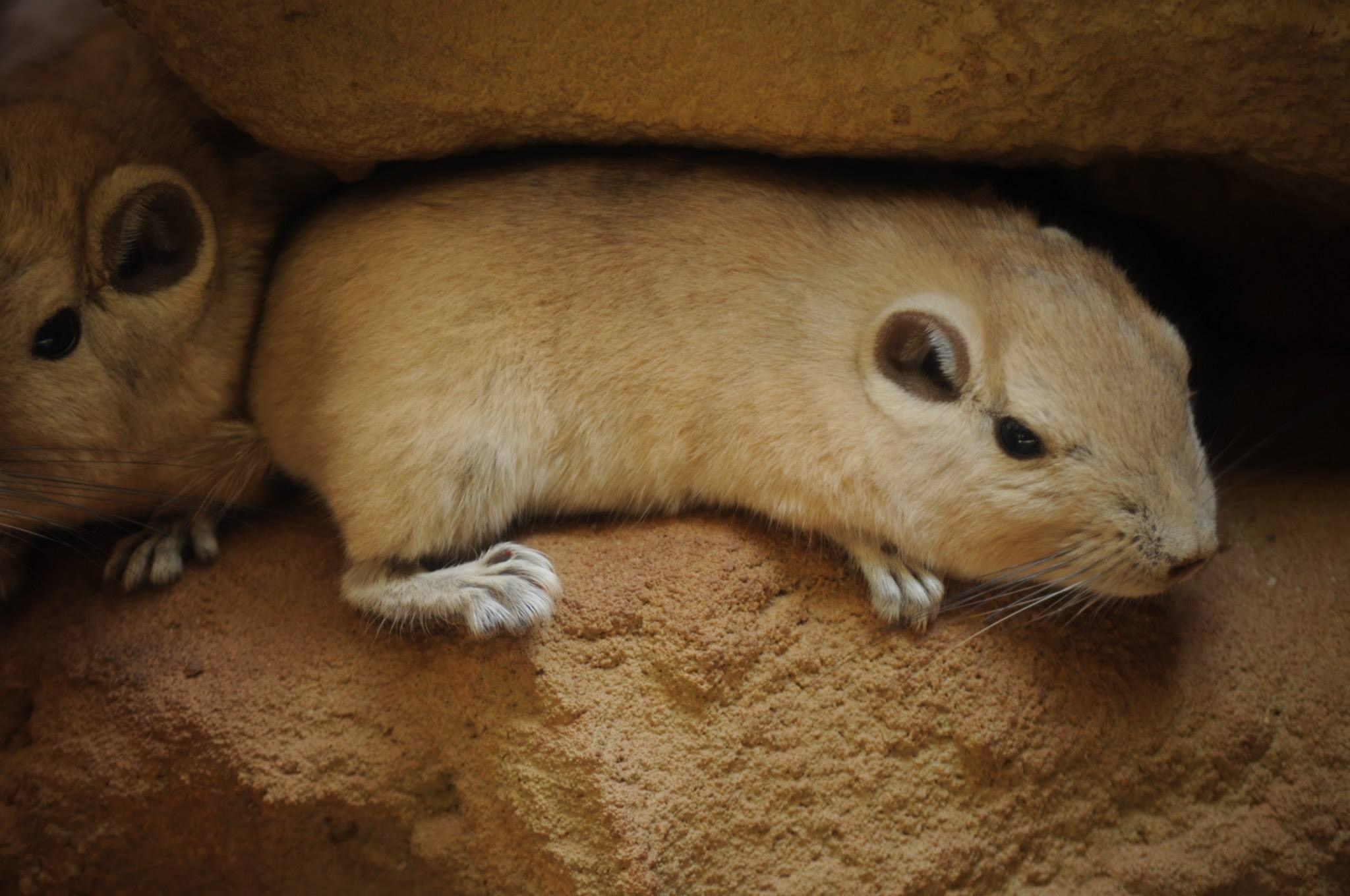
Gundi im Felsversteck, aufgenommen im Zoo Frankfurt

Der in Zoos befindliche Bestand der Eigentlichen Gundis wird durch ein Zuchtbuch koordiniert und verteilt sich europaweit auf etwa 25 Zoos.